# I'll Stay Me
I'll Stay Me é o álbum de estreia do cantor norte-americano Luke Bryan, lançado em 14 de agosto de 2007 pela Capitol Records Nashville.

## Lista de faixas
| N.º | Título                   | Compositor(es)                               | Duração |  |
| 1.  | "All My Friends Say"     | Luke Bryan, Lonnie Wilson, Jeff Stevens      | 4:02    |  |
| 2.  | "Baby's on the Way"      | Bryan, Stevens                               | 3:20    |  |
| 3.  | "The Car in Front of Me" | Bryan, Jim McBride                           | 3:40    |  |
| 4.  | "Pray About Everything"  | Stevens, Bob Regan                           | 3:16    |  |
| 5.  | "We Rode in Trucks"      | Bryan, Jim McCormick, Roger Murrah           | 4:30    |  |
| 6.  | "I'll Stay Me"           | Bryan, Stevens                               | 3:02    |  |
| 7.  | "First Love Song"        | Bryan, Stevens                               | 4:36    |  |
| 8.  | "Country Man"            | Bryan, Galen Griffin, Patrick Jason Matthews | 3:10    |  |
| 9.  | "Over the River"         | Bryan, Jay Knowles                           | 3:53    |  |
| 10. | "You Make Me Want To"    | Bryan, Amber White, Phillip B. White         | 3:29    |  |
| 11. | "Tackle Box"             | Bryan, Joe Doyle                             | 4:02    |  |

| Amazon: faixas bônus |                   |                         |         |  |
| N.º                  | Título            | Compositor(es)          | Duração |  |
| 12.                  | "Good Directions" | Bryan, Rachel Thibodeau | 3:36    |  |

## Desempenho nas tabelas musicais
| Parada                                    | Melhor posição |
| ----------------------------------------- | -------------- |
| Estados Unidos (Billboard 200)            | 24             |
| Estados Unidos (Billboard Country Albums) | 2              |

| País           | Associação | Certificação | Vendas   |
| -------------- | ---------- | ------------ | -------- |
| Estados Unidos | RIAA       | Ouro         | 500.000+ |

## Histórico de lançamento
| País           | Data                 | Formato          | Gravadora                 |
| -------------- | -------------------- | ---------------- | ------------------------- |
| Canadá         | 14 de agosto de 2007 | download digital | Capitol Records Nashville |
| Estados Unidos | 14 de agosto de 2007 | download digital | Capitol Records Nashville |